# Старопочаевский сельский совет (Кременецкий район)
Старопочаевский сельский совет (укр. Старопочаївська сільська рада) — входит в состав
Кременецкого района
Тернопольской области
Украины.
Административный центр сельского совета находится в 
с. Старый Почаев.

## Населённые пункты совета
- с. Старый Почаев